# Третиков, Лайла
Ла́йла Тре́тиков (англ. Lila Tretikov, урождённая Ольга (Ляля) Алексеевна Третьякова; род. 25 января 1978, Москва, СССР) — американская IT-специалистка. Наиболее известна своей работой в должности исполнительного директора Фонда Викимедиа с 1 июня 2014 по 31 марта 2016 года.

## Биография
Её отец — математик, мать — кинорежиссёр. 
В 16 лет переехала в США.
Работала официанткой в Нью-Йорке, чтобы скорее выучить английский язык.
Училась в Калифорнийском университете в Беркли на факультете информатики. Кроме программирования изучала искусство. Оставила университет без защиты степени бакалавра. Занималась машинным обучением.
В 1999 году начала работать в Sun Microsystems, затем основала компанию GrokDigital, специализирующуюся на маркетинге в сфере информационных технологий. Три года Третиков работала старшим директором по развитию в компании Telespree, предоставляющей облачные сервисы беспроводной передачи данных для операторов мобильной связи.
С 2007 года работала в компании SugarCRM, где, помимо прочего, отвечала за маркетинг и разработку продукта.
В 2012 году Лайла Третиков получила награду Stevie Awards в номинации «Female Executive of the Year — Business Services — 11 to 2,500 Employees — Computer Hardware & Software».
1 мая 2014 года назначена исполнительным директором Фонда Викимедиа в Сан-Франциско.

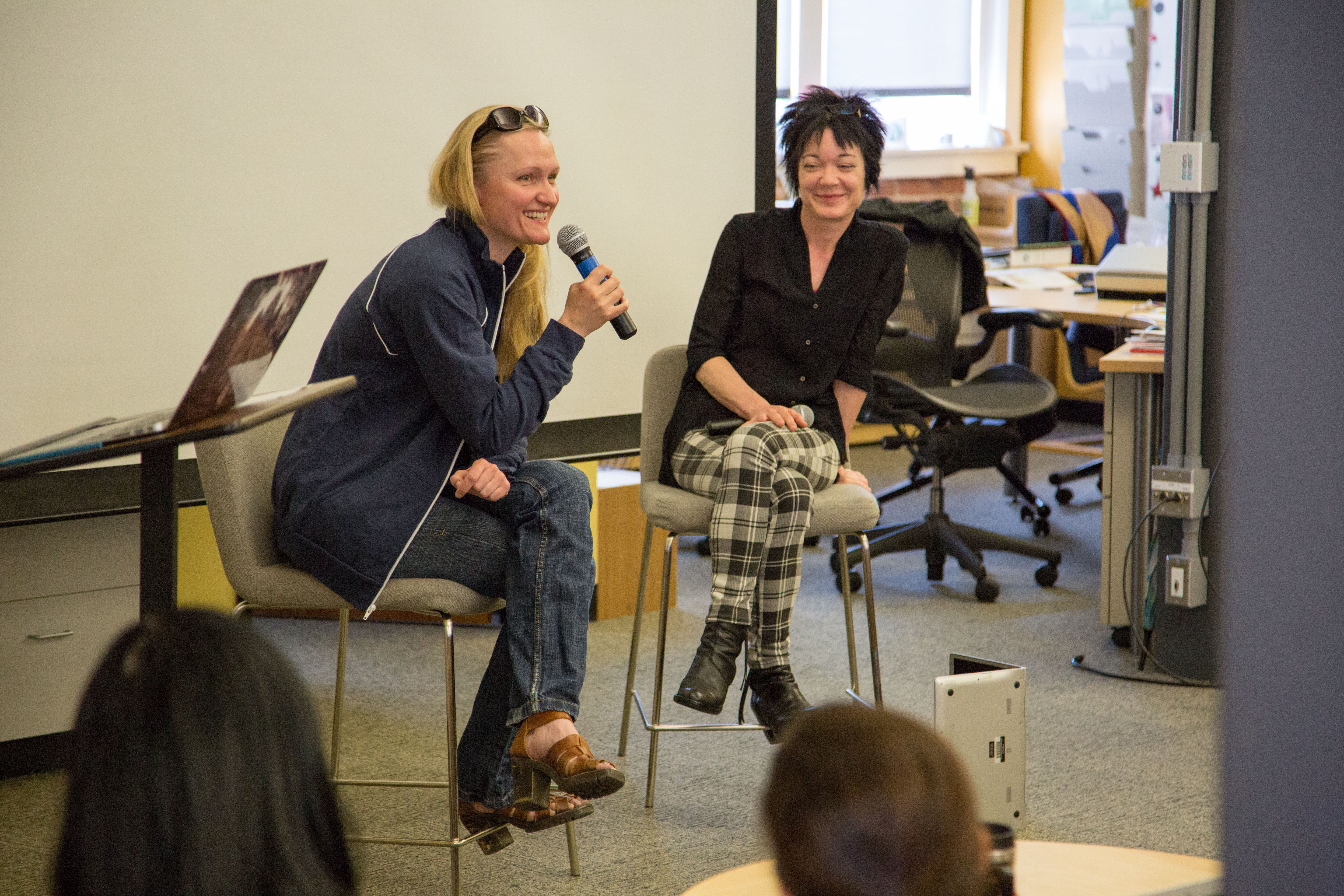
Лайла Третиков (слева) и Сью Гарднер. 1 мая 2014

По данным швейцарской газеты Tages-Anzeiger, в отборе на пост исполнительного директора Фонда Викимедиа, в котором победила Лайла Третиков, приняли участие 1300 кандидатов из 81 страны. Газета назвала карьеру Лайлы «воплощённой американской мечтой». Назначение Лайлы было неоднозначно воспринято некоторыми участниками сообщества, поскольку до этого она редактировала Википедию лишь единожды.
К работе приступила 1 июня 2014 года, заменив на этом посту Сью Гарднер.
В мае 2014 года Лайла заняла 99-е место в списке «Ста самых влиятельных женщин в мире» по версии Forbes.
За 2014—2015 годы количество работников под её управлением увеличилось с 191 до 240. При успешной кампании по сбору средств Третиков пришлось отвечать на вопрос, почему фонд с полуторагодовалым запасом денег размещает в баннере просьбу жертвовать средства на «выживание Википедии».
25 февраля 2016 года подала заявление об отставке, начиная с 31 марта.